# 2022 LX15
2022 LX15 est un objet transneptunien faisant partie du disque des objets épars, d'un diamètre d'environ 150 km. 
2022 LX15 a été découverte en 2022 en cherchant une cible potentielle pour la sonde New Horizons, il est encore mal connu.